# Ede Whiteman

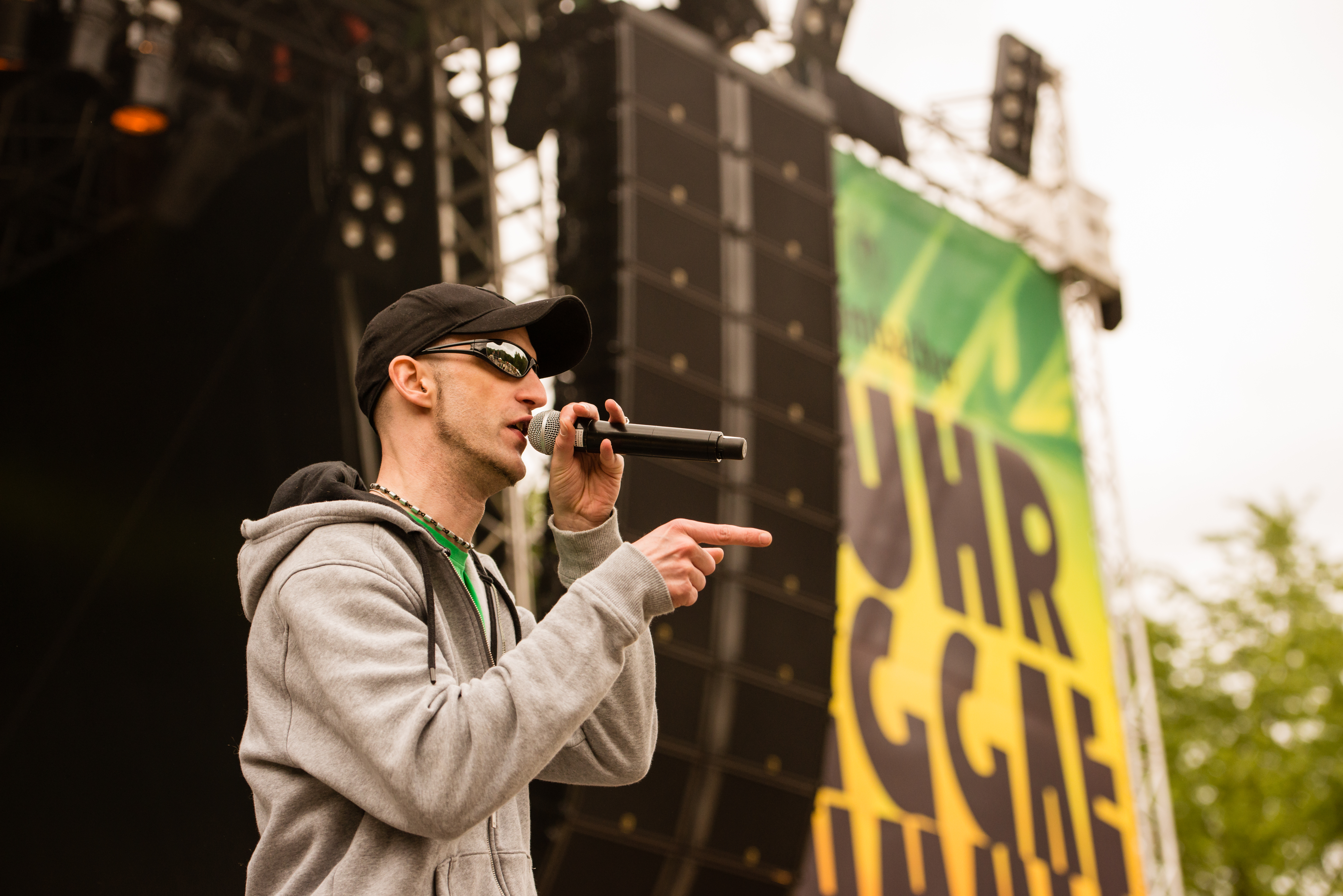
Ede Whiteman beim Ruhr Reggae Summer 2014

Ede Whiteman (eigentl. Carsten Dankowski; * 1975 in Lünen) ist ein deutscher Reggae-Sänger, der aus dem Dortmunder Stadtteil Derne stammt. Er wurde vor allem durch Veröffentlichungen im Internet bekannt.

## Leben
Ede Whiteman macht seit 1991 Musik, zunächst mit der Band Father Riddim, ab 1995 dann mit Atair unter dem Namen Koma Mobb. Bei East West Records erschienen zwei Singles und ein Album von Koma Mobb.
„Ede Whiteman“ ist ein Pseudonym. Ede steht für „Einer der Elite“, der Name Whiteman bezieht sich darauf, dass Ede Whiteman im Gegensatz zu den meisten anderen Reggae-Musikern keine afrikanischen Wurzeln hat.
Sein Lied Legt eure Waffen nieder/Friedenskrieger erschien 2005 auch auf einigen Samplern sowie als Vinyl-Single bei Mkzwo Records und wurde im Leserpoll der Zeitschrift Riddim in der Kategorie Bester nationaler Tune auf Platz 5 gewählt. 2007 erschien das Album Gute Reise bei dem Dortmunder Label Paffbong Records. Ein weiteres Album erschien 2014 unter dem Titel Ich bleib Pirat.

## Diskografie

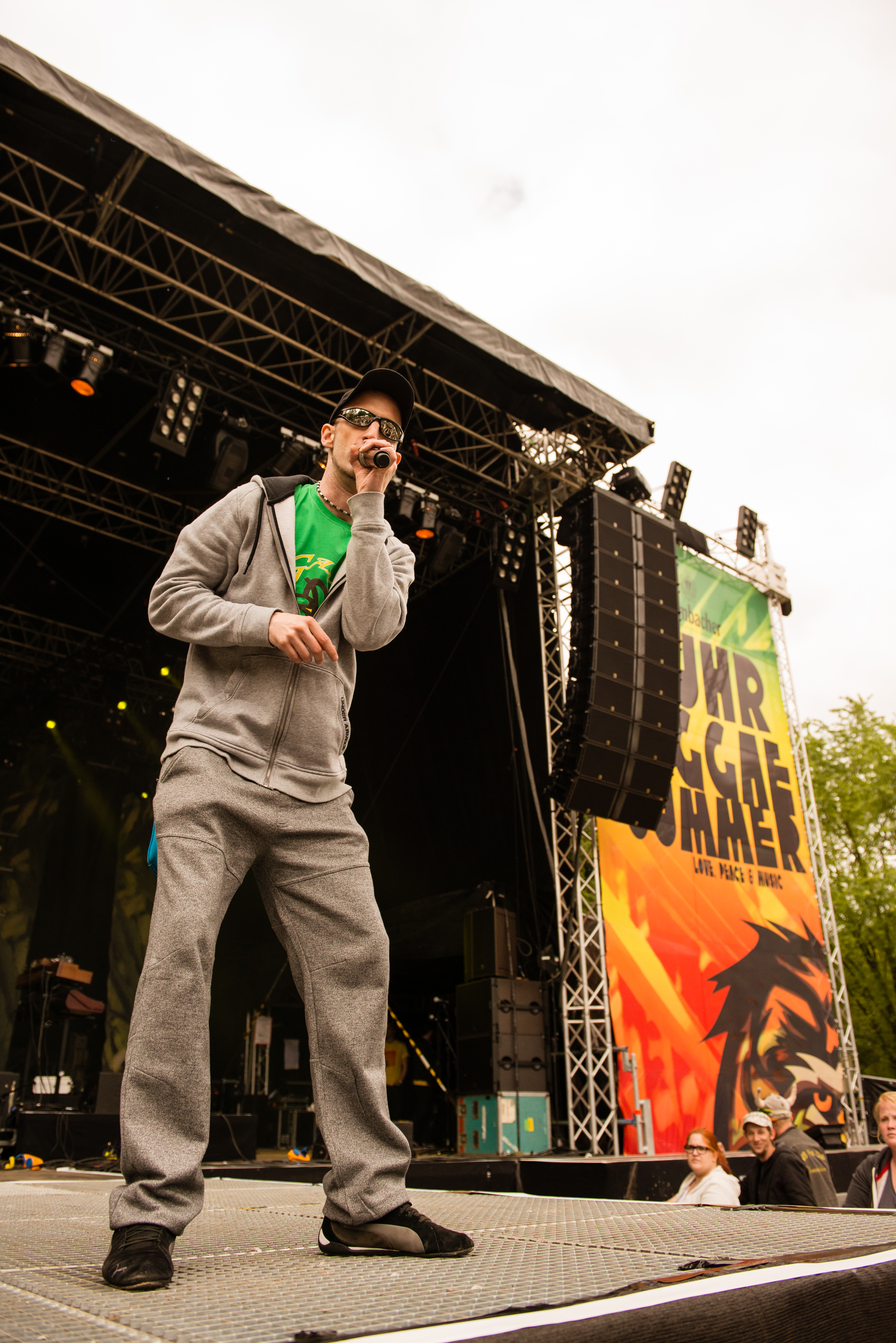
Ede Whiteman beim Ruhr Reggae Summer 2014

### Singles
- 1999: Tic Tici Tac (Dance Stre/SPV) mit Atair als Koma Mobb
- 1999: Für Immer (Eastwest/Warner) mit Atair als Koma Mobb
- 2000: Ich und du (Eastwest/Warner) mit Atair als Koma Mobb
- 2003: Weichei (Whackybaccy Records)
- 2005: Legt eure Waffen nieder (Mkzwo Records) mit Uwe Banton
- 2006: Jamaica mit NDC
- 2012: Friede auf Erden

### Alben
- 2000: ...Für Immer (Eastwest/Warner) mit Atair als Koma Mobb
- 2007: Gute Reise (Paffbong Records)

### Downloadalben
- 1998: Der Ramma
- 1999: Ede Whiteman feat. Jericho Walls Band (12 Songs)
- 2000: XL
- 2000: XXL
- 2001: Der harte Ton
- 2001: Meine Augen Sehn
- 2001: Was hatta ?
- 2001: Gib Stoff Mann
- 2002: Eine falsche Welt
- 2002: Geld is alles
- 2002: Der Buschdoktor
- 2002: Kiffersongs
- 2002: Koma Mobb – Feuer & Eisregen
- 2002: König in der Stadt
- 2002: Mit allen Wassern gewaschn
- 2003: Live mit Natty U, Gästen & Band
- 2003: Weiss is Weiss
- 2003: Reggae Music
- 2005: Oldie Selektion feat. Ragga Fuxxe
- 2005: Live mit Ganjaman, Uwe Banton & Band
- 2006: Ede auf Ganjaman Riddims
- 2006: Schiff Ahoi
- 2006: Piratenlieda
- 2007: Ede Tunes 2004-2007 Vol. 1
- 2007: Ede Tunes 2004-2007 Vol. 2
- 2007: Eine Fahrt drei fuffzich feat. Ragga Fuxxe
- 2007: Reggae Music feat. Ragga Fuxxe
- 2008: Piratenlieda Vol. 2
- 2008: Niemals stirbt der Mann
- 2008: Oben auf der See
- 2010: Oldie Selection 2006-2010 feat. Ragga Fuxxe
- 2011: Neubeginn
- 2011: Demotracks Best of 2000-2010 vol.1
- 2012: Feuer Frei
- 2012: Unreleased Trax 2006/2007
- 2014: Ich bleib Pirat